# Nässprej

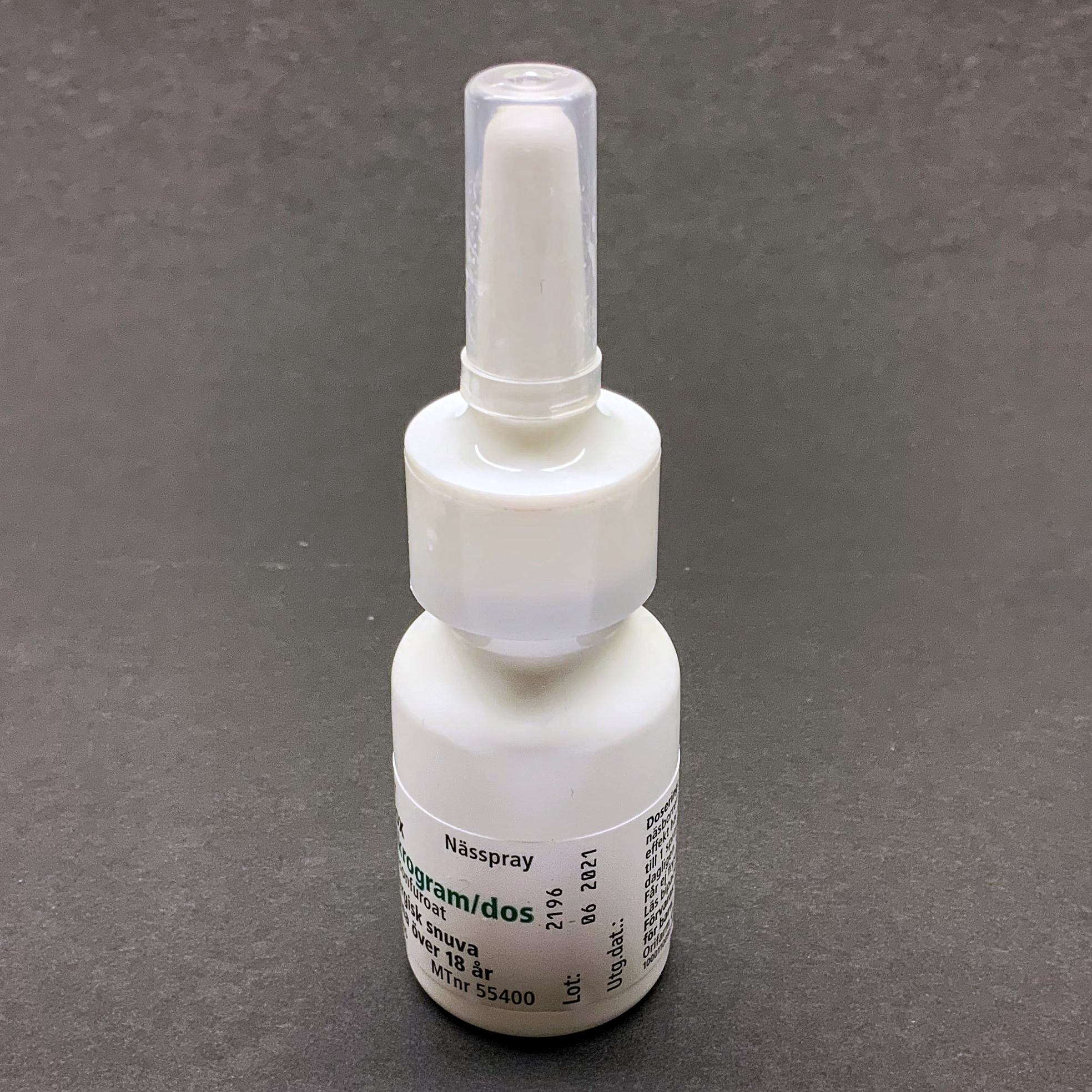
Nässprej.

Nässprej är ett läkemedel med lokal effekt vars uppgift är att lindra nästäppa. En nässprej förvaras vanligen i små flaskor vars övre del är formad för att kunna föras in i näsgången. Därefter kan man trycka ihop flaskan och på så vis pumpa in den vätskeformiga sprejen i näsan. Nässprejer kan även användas för läkemedel med systemisk effekt, till exempel mot migrän. Den aktiva substansen tas då upp över nässlemhinnan och direkt ut i blodomloppet, vilket är en fördel vid till exempel illamående då det kan vara svårt att svälja tabletter. 